# Milli Janatková
Milli Janatková (* 28. února 1982 Mělník) je česká zpěvačka, multiinstrumentalistka, performerka, skladatelka a výtvarnice propojující žánry a umělecké obory. Hudebně vystupuje od roku 2006, vystavuje o tři roky déle. Pedagogicky působila na ČVUT (CIPS) a na Konzervatoři Duncan Centre v Praze. Oboru vzdělávání se věnovala od roku 2001 do podzimu 2021.

## Život a dílo
Narodila se v Mělníku, kde absolvovala Gymnázium Jana Palacha a poté na Pedagogické fakultě Univerzity Hradec Králové obory Anglický jazyk a literatura a Výtvarná výchova. V roce 2008 získala stipendium na Universidade de Évora v Portugalsku, kde studovala zpěv na Divadelní a Hudební fakultě, grafiku na Fakultě vizuálních umění a portugalštinu. V roce 2021 absolvovala Speciální pedagogiku pro učitele se zaměřením na etopedii na Univerzitě Karlově. Milli Janatková koncertuje sólově a se svou variabilní kapelou Milli Janatková Duo – Quintet s předními jazzovými muzikanty. Osobní tvorba Janatkové vyjadřuje úctu k životu, zdraví a k našim předkům. Otevírá téma odpovědnosti a sebepoznání skrze pochopení příběhů z osobní a kulturní historie.

### Hudební činnost
V roce 2013 vydala autorské album Proměna, které získalo čtyři nominace na hudební ceny The Independent Music Awards v USA. V roce 2014 začala tvořit multimediální projekt Klid, prosím!. Tento soubor psychosomatických písní a grafiky pro tělo a psychiku byl počátkem projektu Mým kořenům. Její hudba získala další čtyři nominace na americké ceny IMAs v roce 2016. O rok později vyšlo nové album Mým kořenům ze stejnojmenného projektu, v němž Milli Janatková zpracovává téma vyrovnání se s rodovou historií. Projekt byl nominován na cenu Classic Prague Awards (Crossover) a zvítězil v kategorii A Capella amerických hudebních cen The Independent Music Awards v New Yorku v roce 2018. Janatková je praneteří Čechoameričanky, hudební skladatelky, malířky a spisovatelky Věry Kistlerové, jejíž písně na albu Mým kořenům interpretuje. Od roku 2017 autorka tvoří projekt Hluboko založený na osobitých aranžích nejstarších českých hudebních památek, například písně Buoh (2019), která vyhrála cenu Vox Populi – The Independent Music Awards v New Yorku ještě před vydáním alba. Součástí je soubor výtvarných děl Milli Janatkové zobrazujících atmosféru nejstarších českých architektonických památek. Malby a kresby vizuálně doplňují booklet alba, které vyšlo 28. září 2020 a přivítáno bylo 4. října na hoře Říp v rotundě sv. Jiří a sv. Vojtěcha. 22. dubna 2022 po téměř osmi letech Janatková vydává autorské album Klid, prosím!, které podporuje téma zodpovědnosti, psychické a fyzické stability člověka a tím i celé společnosti. Písně a grafické „milliatury“ vyšly z osobních zkušeností autorky a jsou věnované částem těla a psychiky (Dechová, Zádová, Protiúzkostná aj.) Součástí projektu jsou kulturní akce a relaxační výlety k významným kulturním a přírodním památkám – například cesta na horu Říp nebo k soutoku Labe s Vltavou.

### Výtvarná činnost a propojování oborů
Vedle hudební tvorby se Milli Janatková od dětství věnuje šití, kresbě, malbě a později grafice. Vystavuje veřejně od roku 2003 na individuálních i skupinových výstavách (Paper View New York, Aukční salony Konta Bariéry aj.). Zúčastnila se Mezinárodního sympozia grafiky LINO 2008 v Galerii Klatovy / Klenová a získala několik ocenění – Čestných uznání odborné poroty za grafiku (Grafika roku Praha, Mezinárodní rokycanské bienále). Věnuje se především malbě akvarelu, volné grafice (barevnému linorytu) a tvorbě autorských šatů z vlastní malby. Vizuální umění propojuje s hudbou, zpěvem a tancem od roku 2008. Komponuje také hudbu k tanečním a novocirkusovým představením . Externě se účastnila hodin taneční improvizace na Konzervatoři Duncan Centre a na HAMU (Mirka Eliášová a Jiří Lössl).

### Pedagogické působení
Absolvovala magisterské obory Anglický jazyk a literatura (2005) a Výtvarná výchova (2009) na Pedagogické fakultě Univerzity Hradec Králové. V roce 2021 absolvovala studium Speciální pedagogiky pro učitele se zaměřením na etopedii na Univerzitě Karlově. Začínala v roce 2001 jako lektorka cizích jazyků, především angličtiny. Od roku 2009 vede autorské dílny propojující umělecké obory se zaměřením na rozvoj potenciálu účastníků. Mezi lety 2008–2010 lektorsky působila na ČVUT (CIPS) a poté pedagogicky působila na Konzervatoři Duncan Centre v Praze (2010–2014 a také od 2017 do roku 2021). Vedle své autorské tvorby je veřejně aktivní v tématech podpory mimořádně nadaných studentů, ale i lidí s odlišnostmi, postižením, nemocí, nebo s poruchami emocí a chování. V lednu 2018 založila veřejnou skupinu Podporujeme se a v roce 2022 iniciativu Jak se žije tvůrcům. Cílem skupin je podpora autenticity, smysluplných počinů a sebepéče, ale také prevence frustrace a vyhoření. 

### Diskografie

#### Sólová alba
- Klid, prosím! (2022)
- Hluboko (2020)
- Mým kořenům (2017)
- Proměna (2013)

#### Hostování a spolupráce
- Lenka Lichtenberg – Zloději snů / The Thieves of Dreams (2022)
- Zapomenutý orchestr země snivců – 25 let (2018)
- Katsa.theo feat milli j. – Porto (2010)

### Ocenění a nominace (hudba a výtvarné umění)
- 2022: LIT Talent Awards, LIT Music - Cena Platinum pro Klid, prosím! (Best Inspirational Music)[17]
- 2022: Cena města Mělníka - pamětní medaile za pomoc v oblasti kultury
- 2021: Rasamatee Samman (Kulo Creative Society, Indie, Západní Bengálsko)[18]
- 2019: The Independent Music Awards, USA – Cena Vox Populi pro píseň Buoh (World Traditional)
- 2018: The Independent Music Awards, USA – Cena Vox Populi pro Mateřské kouzlo (A Capella)[19]
- 2018: Classic Prague Awards – nominace projektu Mým kořenům (Crossover)
- 2018: Cena města Mělníka – plaketa za uměleckou reprezentaci[20]
- 2016: The Independent Music Awards, USA – čtyři nominace pro projekty Klid, prosím! a Proměna
- 2014: The Independent Music Awards, USA – čtyři nominace pro album Proměna[21]
- 2010: Anděl – nominace pro projekt Katsa.theo – Porto (Alternativa)[22]
- 2008: IV. Mezinárodní rokycanské bienále grafiky (Čestné uznání odborné poroty za grafiku)
- 2007: Grafika roku 2006, Praha (Čestné uznání odborné poroty za grafiku)
- 2006: III. Mezinárodní rokycanské bienále grafiky (Čestné uznání odborné poroty za grafiku)